# Сухая Чемровка
Сухая Чемровка или Сухая — река в России, протекает в Алтайском крае. Устье реки находится в 63 км от устья Чемровки по левому берегу. Длина реки — 60 км, площадь водосборного бассейна — 349 км².
- В 43 км от устья, по правому берегу реки впадает река Аникино.

## Данные водного реестра
По данным государственного водного реестра России относится к Верхнеобскому бассейновому округу, водохозяйственный участок реки — Обь от слияния рек Бия и Катунь до города Барнаул, без реки Алей, речной подбассейн реки — бассейны притоков (Верхней) Оби до впадения Томи. Речной бассейн реки — (Верхняя) Обь до впадения Иртыша.